# Mucor mousanensis
Mucor mousanensis är en svampart som beskrevs av Baijal & B.S. Mehrotra 1966. Mucor mousanensis ingår i släktet Mucor och familjen Mucoraceae.   Inga underarter finns listade i Catalogue of Life.